# 牧原亮太郎
牧原 亮太郎（まきはら りょうたろう、1980年 - ）は、日本の男性アニメーター、アニメ監督。愛知県出身。アニメーション制作会社のテレコム、シンエイ動画、プロダクション・アイジー等を経て、現在はウィットスタジオを中心に活動中。

## 来歴・人物
代々木アニメーション学院名古屋校出身。Production I.Gなどを経て現在は主にWIT STUDIO作品の監督を務める。
監督業に至るまでは劇場版ドラえもんや劇場版クレヨンしんちゃんの映画作品から『攻殻機動隊 STAND ALONE COMPLEX』や『進撃の巨人』等のテレビ作品まで原画をこなし、『四畳半神話大系』や『ギルティクラウン』では絵コンテ・演出を務めるなど幅広い活躍を見せてきた。
2012年、プロダクション・アイジーの一部スタッフがウィットスタジオとして独立。牧原は翌年公開の劇場アニメーション作品『ハル-HAL-』の監督を任され多くの話題を呼んだ。ハルはウィットスタジオ初のアニメーション作品であると同時に、牧原自身にとっては初監督作品となった。
2015年にはノイタミナムービー第2弾“Project Itoh”として公開された劇場アニメーション作品『屍者の帝国』で再びウィットスタジオ制作作品の監督を務めた。登場人物のワトソンとフライデーに原作者・伊藤計劃／円城塔の関係を反映させるなど、独自の解釈を加え120分の映画として完結させた。

## 参加作品

### テレビアニメ
2002年
- ぴたテン（動画（16話・19話・21話））
- 花田少年史（動画（3話・4話））

2003年
- ソニックX（動画（2話・3話））
- ハングリーハート WILD STRIKER（原画（38話・44話））
- アストロボーイ・鉄腕アトム（原画（38話・41話））

2004年
- 攻殻機動隊 S.A.C. 2nd GIG（原画（2話・4話・7話・10話・14話・18話・21話・26話））
- 妄想代理人（原画（2話・6話・8話・10話・12話））
- MONSTER（原画（12話））
- 神魂合体ゴーダンナー!! SECOND SEASON（原画（24話））
- お伽草子（原画（19話・22話））
- 風人物語（原画（4話・9話・12話））
- To Heart 〜Remember my Memories〜（原画（6話））

2005年
- NARUTO -ナルト-（原画（123話））
- ファンタジックチルドレン（原画（3話））
- GIRLSブラボー second season（原画（6話））
- 創聖のアクエリオン（原画（19話））
- BLOOD+（原画（1期OP・1話））

2006年
- シュヴァリエ 〜Le Chevalier D'Eon〜（原画（7話））

2007年
- 電脳コイル（原画（25話））
- カイバ（作画監督（11話）、原画（1話・2話・5話・7話・8話・10話・11話・12話））
- うみものがたり 〜あなたがいてくれたコト〜（演出（11話）、原画（13話））

2010年
- 四畳半神話大系（絵コンテ・演出（3話）、作画監督（3話（共同）・9話）、原画（3話・5話・9話・11話）、第二原画（6話））
- おとめ妖怪 ざくろ（原画（5話））

2011年
- フラクタル（絵コンテ・演出・世界観設定（7話）、絵コンテ（11話（共同））、原画（1話・7話・11話））
- ギルティクラウン（絵コンテ・演出（4話・11話・21話）、原画（OP2・4話・11話・21話・22話））

2013年
- 進撃の巨人（-2017年、原画（17話・18話・24話）、絵コンテ（28話））

2014年
- 鬼灯の冷徹（ED2作画監督・原画）

2017年
- 十二大戦（絵コンテ（8話））

2018年
- 魔法使いの嫁（絵コンテ（23話））

### 劇場アニメ
2003年
- ドラえもん のび太とふしぎ風使い（動画）

2004年
- クレヨンしんちゃん 嵐を呼ぶ!夕陽のカスカベボーイズ（原画）
- 雲のむこう、約束の場所（原画）

2005年
- 劇場版 鋼の錬金術師 シャンバラを征く者（原画）
- クレヨンしんちゃん 伝説を呼ぶブリブリ 3分ポッキリ大進撃（原画）

2006年
- 映画ドラえもん のび太の恐竜2006（原画）
- クレヨンしんちゃん 伝説を呼ぶ 踊れ!アミーゴ!（原画）
- 鉄コン筋クリート（原画）

2007年
- 映画ドラえもん のび太の新魔界大冒険 〜7人の魔法使い〜（原画）
- 河童のクゥと夏休み（原画）

2008年
- 映画ドラえもん のび太と緑の巨人伝（原画）

2009年
- サマーウォーズ（原画）

2010年
- カラフル（原画）

2013年
- ハル-HAL-（監督）

2015年
- 屍者の帝国（監督）

### OVA・Webアニメ
2002年
- ナースウィッチ小麦ちゃんマジカルて（動画（1話））

2022年
- ヴァンパイア・イン・ザ・ガーデン（監督・シリーズ構成・脚本）

### 短編・その他
2012年
- NHKスペシャル「コンピューター革命 最強×最速の頭脳誕生」（監督）

2017年
- 丸井グループCM「猫がくれたまぁるいしあわせ」（監督・絵コンテ・演出）